# Joachim Ulrich von Sperling
Joachim Ulrich von Sperling (2. oktober 1741 på Alt Rubow i Mecklenburg-Schwerin – 1. juli 1791 i Slesvig by) var en dansk hofmand.
Han var søn af oberst Joachim Albrecht von Sperling til Rubow i Mecklenburg og Frederikke Elisabeth f. Reventlow, kom i meget ung alder til Danmark og udnævntes til page hos kong Frederik V, blev 1759 kammerpage, 1763 kammerjunker hos kronprinsen, 1766 kammerherre og rejsestaldmester. Samme år fik han l'union parfaite. 1767 udnævntes han til oberst og fik det hvide bånd. Sperling var i høj grad yndet af Christian VII og var tidlig og sent om hans person, men måtte, da hans morbroder overkammerherre Ditlev Reventlow faldt i unåde, 1768 forlade hoffet. I juni 1770 udnævntes han til amtmand over Gottorp Amt, en stilling, han beklædte til sin død. 1790 blev han gehejmekonferensråd og ordenssekretær. Sperling afgik ved døden i Slesvig 1. juli 1791.
Han var 2 gange gift: 1. gang (10. juni 1769) med Anna Catharine f. Revenfeld (død 1778), datter af kammerherre, landråd Christian Ditlev Revenfeld og Augusta Christine f. Reventlow; 2. gang (1781) med Wilhelmine Christine f. von Barner (22. juli 1749 i Mecklenburg – 3. april 1805 i Slesvig), datter af konferensråd Magnus Friedrich von Barner til Bülow og enke efter Friedrich von Bernstorff.